# 珠洲市立宝立小中学校
珠洲市立宝立小中学校（すずしりつほうりゅうしょうちゅうがっこう）は、石川県珠洲市宝立町にある公立の義務教育学校である。珠洲市立宝立小学校と珠洲市立宝立中学校を統合して2012年（平成24年）4月に開校し、2016年義務教育学校に移行した。
本項では統合元の宝立小学校、宝立中学校についても記述する。

## 概要
鉄筋コンクリート造の旧宝立小学校が旧基準の耐震強度であり、また町内の児童数・生徒数の減少に歯止めがかからないことから、珠洲市立宝立中学校の校舎前に約6億円をかけて小学校舎を新築することで宝立中学校と統合することとなり、同じく耐震強度に問題のある中学校の屋内運動場も約3億4千万円をかけて同時に改築された。

## 沿革
- 2010年（平成22年）10月 - 起工
- 2011年（平成23年） 9月 - 新小学校舎竣工ならびに現中学校舎改築完成。
- 2012年（平成24年）
  - 3月 - 落成
  - 4月 - 開校
- 2016年（平成28年）4月 - 義務教育学校へ移行

## 珠洲市立宝立小学校

### 沿革
- 1961年（昭和36年）4月1日 - 珠洲市立鵜飼小学校、鵜島小学校、柏原小学校を統合して珠洲市立宝立小学校を創立。旧校舎を教場として発足する。同時に校章制定。
- 1963年（昭和38年）
  - 6月 - 珠洲初の鉄筋コンクリート造り3階建校舎が落成（総工費は当時の額で約1億円）。各教場を廃止し実質統合する。
  - 9月 - 校旗樹立。
  - 10月 - 運動場を造成。
- 1965年（昭和40年）2月 - 校歌制定。鉄筋コンクリート瓦棒葺屋内運動場（体育館）を落成。
- 1981年（昭和56年）10月 - 屋根付相撲道場新築、運動場観覧スタンド設置。
- 1982年（昭和57年）4月 - 小屋小学校廃校に伴い旧校下を統合。泥木分校は宝立小学校泥木分校になる。
- 1984年（昭和59年）9月 - 校舎大規模改修。
- 1989年（平成元年）9月 - グラウンド整備。
- 1991年（平成3年）
  - 3月 - 和室新設、校内放送設備を更新、正面通学路歩道を新設する。
  - 9月 - 図書・鼓笛・カーテン等整備する。
- 1994年（平成6年）12月 - 泥ノ木分校廃校。
- 1995年（平成7年）4月 - 馬渡小学校廃校に伴い、旧校下を統合する。
- 1996年（平成8年）5月 - 屋内運動場を改築落成。
- 2001年（平成13年）9月 - 創立40周年記念碑及び遊具設置。
- 2010年（平成22年） - 宝立中学校との統合案が正式決定される。
- 2012年（平成24年） - 宝立小中学校に統合され、校舎は解体された。
- 2014年（平成26年） - 校舎跡地ならびに屋外運動場を含む一帯に、北陸電力が珠洲太陽光発電所を建設。

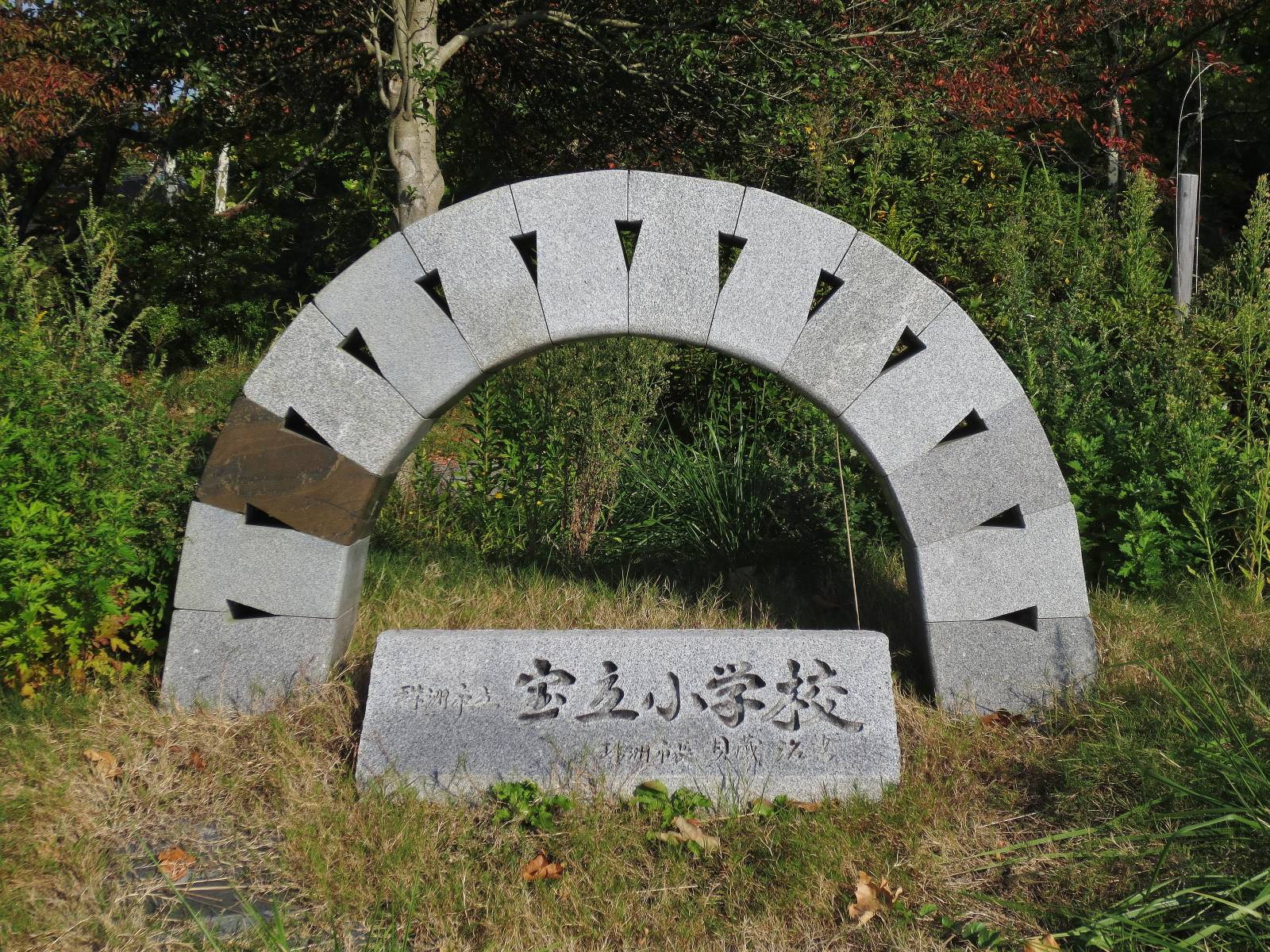
宝立小学校の碑（珠洲太陽光発電所）
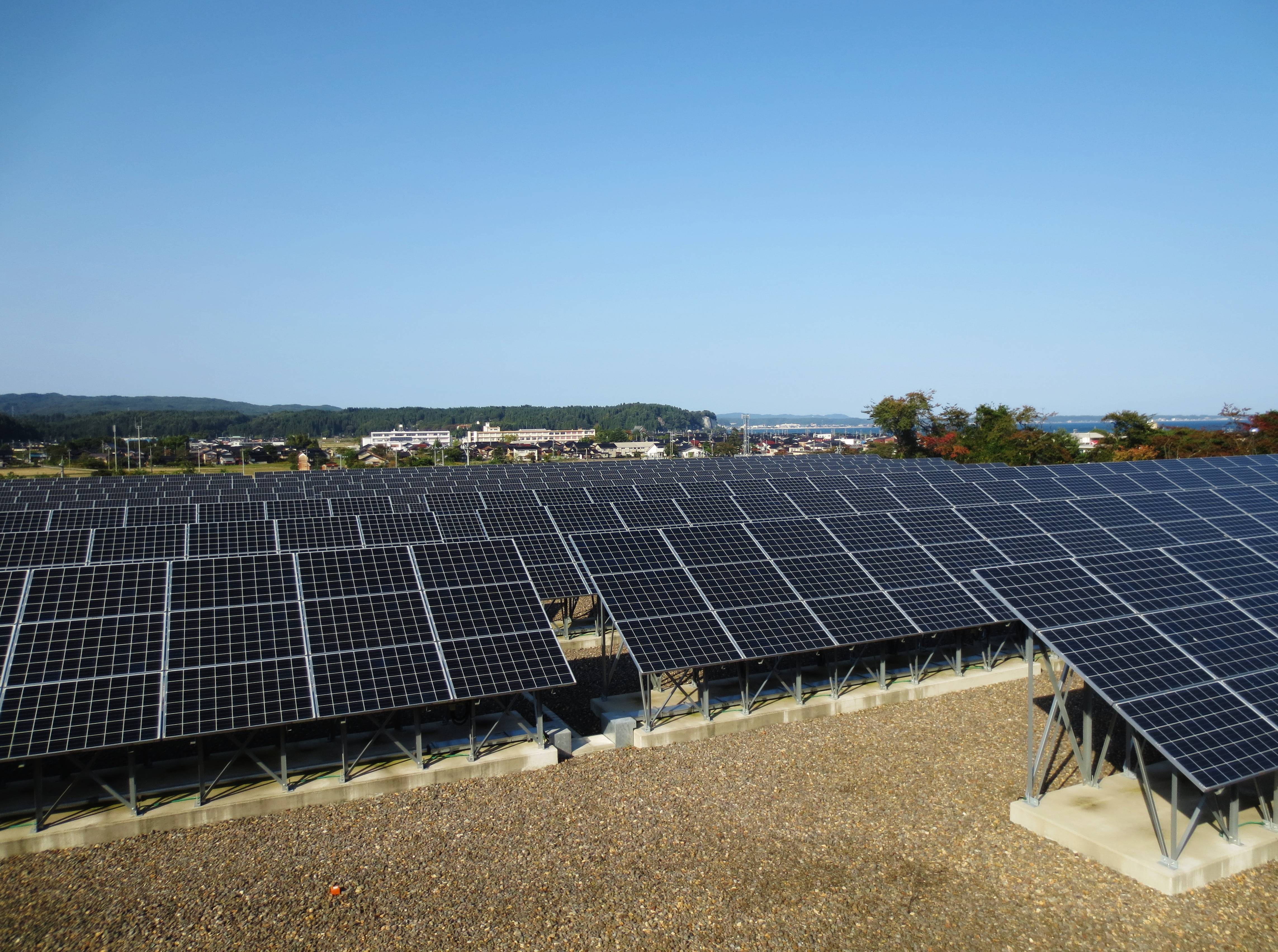
珠洲太陽光発電所

## 珠洲市立宝立中学校

### 沿革
- 1947年（昭和22年）4月1日 - 新学制実施により石川県珠洲群宝立町立宝立中学校と称して創立する。旧宝立小学校（3校）を校下とし、分校を2校（馬渡、小屋（おや））併設した。
- 1948年（昭和23年）12月1日 - 旧宝立小学校（小屋小学校泥ノ木分校）教場に冬季分校を置く。
- 1949年（昭和24年） - 分校2校が独立、新校舎新築。
- 1951年（昭和26年）3月13日 - 校歌制定。
- 1953年（昭和28年）11月21日 - 校旗樹立式。
- 1953年（昭和28年）11月30日 - 校舎2棟を竣工、落成（ただし、普通教室、特別教室として旧宝立小学校校舎の一部を使用し、体育館・運動場は共同使用）。
- 1954年（昭和29年）7月15日 - 市制施行に伴い校名を珠洲市立宝立中学校に改称する。
- 1960年（昭和35年）8月31日 - 小屋分校を廃する。
- 1961年（昭和36年）4月1日 - 馬渡分校が馬渡中学校として独立し、馬渡小学校に併設される。珠洲市立宝立小学校が発足。
- 1963年（昭和38年）4月1日 - 旧宝立小学校校舎（鵜飼小学校）に石川県立珠洲実業高等学校 が創立されることに伴い、特別教室、体育館、運動場の新設を余儀なくされる。
- 1965年（昭和40年）3月 - 旧宝立小学校（鵜島小学校）の校舎の一部を移築し第3棟とする。校下民の敷地提供により運動場が新設。
- 1966年（昭和41年） - テニスコート新設
- 1968年（昭和43年）5月17日 - 屋内運動場（体育館）の新築落成並びに創立20周年記念式を行う。
- 1979年（昭和54年）11月28日 - 宝立中学校移転改築期成同盟会設立。
- 1983年（昭和58年）6月7日 - 『鵜飼鵜飼丑部83』に移転、落成式ならびに記念式。
- 1989年（平成元年） - 屋内運動場大規模改修。
- 1996年（平成8年）4月1日 - 馬渡小中学校が廃止。本校と宝立小学校に吸収合併。
- 2001年（平成13年） - 屋内運動場大規模改修。
- 2003年（平成15年） - 特殊学級を新設。
- 2010年（平成22年） - 宝立小学校との統合案が正式決定される。
- 2011年（平成23年） 4月 - 増改築工事の進捗により、宝立中学校生徒は宝立小学校に移動。
  - 9月 - 新校舎の竣工ならびに現校舎の改築完成に伴い、宝立小学校・宝立中学校の児童・生徒ともに移動。
- 2012年（平成24年） - 宝立小中学校に統合